# Terremoto de Arica de 1833
El Terremoto de Arica de 1833 ocurrió el 18 de septiembre de 1833, y afectó todo el extremo sur del Perú: Arequipa, Moquegua, Tacna y Arica (esta última actualmente en Chile). Gobernaba entonces en el Perú el mariscal Agustín Gamarra.

## Consecuencias
Este movimiento sísmico fue muy violento. Había transcurrido menos de dos años de la ocurrencia del último terremoto en la región, el del año 1831, pero esta vez la destrucción fue mayor.
La ciudad de Tacna queda reducida a escombros y se produjeron daños en Moquegua, Arequipa, Sama, Arica, Torata, Locumba e Ilabaya. Fue sentido en Bolivia, en ciudades como La Paz y Cochabamba.
Las pérdidas materiales se calcularon en dos millones de pesos. En Moquegua, las bodegas de vinos y aguardientes se inundaron por la rotura de las botijas y en el valle de Locumba se perdió la cosecha de uva.
El gobierno peruano, a fin de ayudar a la reconstrucción, exoneró de derechos de entrada a las maderas. Apoyaron también con donativos el obispo de Arequipa José Sebastián de Goyeneche y Barreda y la casa Gruning.